# Ropa till Gud
Ropa till Gud är en lovsång, ursprungligen författad 1993 av Darlene Zschech (text och musik), för att sedan översättas till svenska av Bengt Johansson, 1997. Koralsatsen i Verbums psalmbokstilläggs koralbok är skriven av Jerker Leijon.

## Publicerad i
- Psalmer och Sånger 1987 som nummer 789 under rubriken "Lovsång och tillbedjan".[1]
- Jubla i Herren 2000 som nummer 157.
- Verbums psalmbokstillägg 2003 som nummer 703 under rubriken "Lovsång och tillbedjan".[2]
- SjUNGboken 2001 som nummer 97.
- Ung psalm 2006 som nummer 280 under rubriken "Du är alltid mycket mer – lovsång ända in i himlen".[3]
- Sång i Guds värld Tillägg till Svensk psalmbok för den evangelisk-lutherska kyrkan i Finland 2015 som nummer 816 under rubriken "Lovsång".